# Fedrigoni

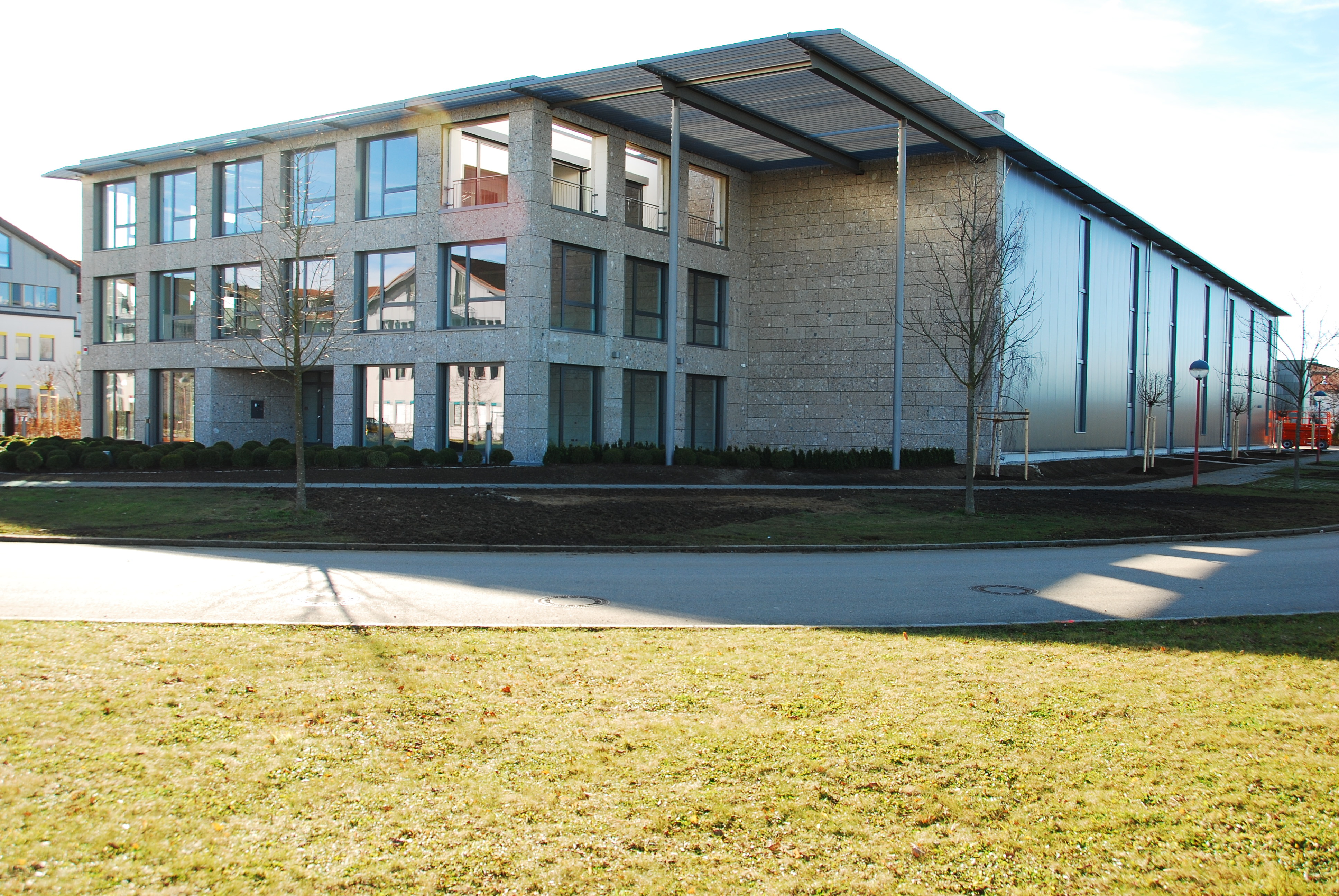
Hauptniederlassung von Fedrigoni Deutschland in Oberhaching

Fedrigoni ist Italiens größter Feinpapierhersteller und mit eigenen Tochtergesellschaften in Deutschland, Österreich, England, Frankreich, Spanien, Benelux und Asien sowie mit Vertriebspartnern in über 100 Ländern weltweit vertreten. Das Familienunternehmen wurde 1888 gegründet und wird in fünfter Generation durch Alessandro Fedrigoni inhabergeführt. Fedrigoni produziert und verkauft pro Jahr ca. 520.000 Tonnen Papier (inklusive Haftpapier) und besitzt 10 Produktionsstätten in Italien, Brasilien und Spanien.

## Firmengeschichte
Im Jahr 1888 gründete Giuseppe Antonio Fedrigoni die Fedrigoni Papierfabrik in Verona, wo sich seitdem der Firmenstammsitz befindet.  Die ursprüngliche Papiermacher-Tradition der Familie Fedrigoni ist jedoch bis ins Jahr 1724 zurückzuführen, als Giuseppe Fedrigoni die San Colombano Papierfabrik in Trambileno, Rovereto, aufbaute. 1938 wurde die Papierfabrik in Verona übernommen und 1963 die Papierfabrik in Arco gegründet. Die drei Werke fusionierten im Jahr 1979 zur Cartiere Fedrigoni & C. S.p.A. Durch intensive Investitionen expandierte Fedrigoni auch im Bereich der Papierverarbeitung, gründete 1989 Arconvert und übernahm 1993 Manter SA, beides Produktionsstätten für Haftpapiere. 2002 erwarb Fedrigoni die historische Papierfabrik Cartiere Miliani Fabriano, die unter anderem Papier für den italienischen Euroschein produziert. 2004 wurde die Firma „Fabriano Securities“ gegründet. Vier Jahre später wurde die erste Fedrigoni-Niederlassung in Asien (Hongkong) eröffnet. In Fabriano entstand weiterhin eine Verarbeitungsstätte. Seit 2009 gibt es eine Produktionsstätte von Arconvert in São Paulo, Brasilien – die erste Produktionsstätte von Fedrigoni in Übersee. Im Jahr 2011 fusionierte die ursprüngliche Fedrigoni Holding, Cartiere Fedrigoni & C. S.p.A. zusammen mit den Produktionsgesellschaften Fedrigoni Cartiere, Fabriano und Fabriano Securities zur Fedrigoni S.p.A.

## Fedrigoni Deutschland
1987 wurde die erste deutsche Vertriebsniederlassung der Fedrigoni Group mit eigenem Lager in München (Unterhaching) gegründet. Die damalige Firmierung der deutschen Vertretung war „Zenith Feinpapier Handelsgesellschaft mbH“. Seit 1999 nennt sich die deutsche Tochtergesellschaft Fedrigoni Deutschland GmbH, namentlich angepasst an ihre italienische Muttergesellschaft, die Fedrigoni S.p.A. Später folgten weitere Standorte in Düsseldorf / Hilden (1995), Frankfurt / Langen (1999), Berlin (2008) und Hamburg (2008). Im November 2010 ist die deutsche Zentrale von Unterhaching in die neue Hauptniederlassung nach Oberhaching umgezogen, die im Juli 2011 offiziell eröffnet wurde.

## Fedrigoni Austria
Im Jahr 2010 wurde die Fedrigoni Austria GmbH in Wien gegründet, das Vertriebsbüro mit Showroom wurde 2011 eröffnet.

## Produkte

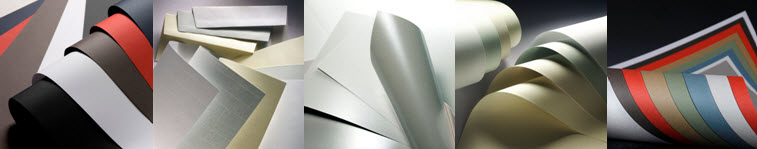
Auswahl aus dem Feinpapiersortiment (von li. nach re.): Ispira, Corolla, Symbol Pearl, Cotton Laid, Materica

Das Papiersortiment umfasst über 2.500 Qualitäten:
- Naturpapiere / Offsetpapiere
- Feinpapiere / Feinstpapiere
- Geschäftspapiere und Briefhüllen
- Designpapiere und veredelte Kartonagen
- Spezialpapiere für den Digitaldruck (Indigo HP-zertifiziert[10]; Xerographie Technologie)
- Konsumpapiere (Bilderdruckpapiere, Chromosulfatkartons, Gussgestrichene Papiere und Kartons, grafische Papiere, …)
- Sicherheits- und Wertpapiere (u. a. für Banknoten)
- Haftpapiere / Etikettenpapiere

Neben dem Standardsortiment werden auch kundenspezifische Sonderanfertigungen produziert (Sonderfarbe, Sonderprägung, Sondergrammatur, individuelles Wasserzeichen, Sonderformat).

Die Papiere werden vorwiegend für die Bereiche Marketing, Kommunikation, Verpackung, Werbemittel- und Buchproduktion verwendet.

## Unternehmen der Fedrigoni Group
- Fedrigoni: Naturpapiere, Konsumpapiere, Feinpapiere, Designpapiere, Papiere für den Digitaldruck, Briefhüllen, Haftpapiere
- Fabriano: Office-Papiere, Spezialpapiere, Sicherheitspapiere, Wertpapiere, Grafische Papiere, Büttenpapiere
- Fabriano Securities: Tiefsicherheitsdruck, Sicherheitssysteme
- Fabriano Boutique: Geschäftsausstattungen und Bürobedarf, Merchandising für Museen und Ausstellungen
- Arconvert: Haftpapiere und -rollen
- Arconvert Brasil: Haftpapiere und -rollen
- Manter: Haftpapiere und -rollen (spezialisiert auf Grafiken, Gourmet-Lebensmittel und Weinetiketten)
- Sadipal: Bürobedarf-Sparte von Manter